# Макэкран, Джош
Джо́шуа Ма́рк Макэ́кран (англ. Joshua Mark McEachran; род. 1 марта 1993, Оксфорд) — английский футболист, полузащитник клуба «Оксфорд Юнайтед».

## Ранняя жизнь
Джош Макэкран родился в Оксфорде в семье Марка и Джули, учился в Школе Мальборо в Вудстоке. Начал играть в футбол в клубе «Гарден Сити», выступающем в Оксфордской молодёжной лиге, где был замечен скаутами «Челси». Затем он присоединился к «синим» и стал обучаться в академии клуба с 8 лет.

## Клубная карьера
Дебютировал в основной команде «Челси» против «Жилины» 15 сентября 2010 года, выйдя на замену в матче группового этапа Лиги чемпионов, и тем самым став первым игроком, который родился после появления Лиги чемпионов 25 ноября 1992 года.
Дебют Макэкрана на «Стэмфорд Бридж» состоялся в матче Кубка Футбольной лиги против «Ньюкасл Юнайтед», где он снова вышел на замену, матч был проигран по счётом 3:4. В чемпионате в составе команды дебютировал 25 сентября 2010 года в матче на выезде против клуба «Манчестер Сити», выйдя на замену. 23 ноября 2010 года главный тренер Карло Анчелотти объявил, что Макэкран выйдет на поле в основном составе в ответном матче Лиги чемпионов против «Жилины».
17 января 2012 года Макэкран на правах аренды перешёл в «Суонси Сити», где работал бывший тренер резервистов «Челси» Брендан Роджерс. 21 января в матче против «Сандерленда» состоялся дебют Джоша за «лебедей».
20 августа 2012 года Макэкран был арендован клубом Чемпионшипа «Мидлсбро» до конца сезона. На следующий день дебютировал в составе «речников», выйдя в стартовом составе в игре против «Бернли».

## Международная карьера
Макэкран представлял Англию на юношеском уровне до 16 лет, затем стал капитаном сборной Англии до 17 лет, в составе которой выиграл чемпионат Европы среди юношей до 17 лет. Он быстро прогрессировал и с тех пор стал играть в основном составе сборной Англии до 19 лет, его успехи были замечены в клубе и с сезона 2010/11 он дебютировал в основной команде «Челси». 16 ноября 2010 года он дебютировал в молодёжной сборной Англии в матче против Германии.

## Клубная статистика
Обновлено на конец сезона 2019 года
| Выступление      | Выступление      | Выступление      | Лига | Лига | Кубки | Кубки | Кубок лиги | Кубок лиги | Еврокубки | Еврокубки | Прочие | Прочие | Итого | Итого |
| Клуб             | Лига             | Сезон            | Игры | Голы | Игры  | Голы  | Игры       | Голы       | Игры      | Голы      | Игры   | Голы   | Игры  | Голы  |
| ---------------- | ---------------- | ---------------- | ---- | ---- | ----- | ----- | ---------- | ---------- | --------- | --------- | ------ | ------ | ----- | ----- |
| Челси            | Премьер-лига     | 2010/11          | 9    | 0    | 1     | 0     | 1          | 0          | 6         | 0         | 0      | 0      | 17    | 0     |
| Челси            | Премьер-лига     | 2011/12          | 2    | 0    | 0     | 0     | 3          | 0          | 0         | 0         | 0      | 0      | 5     | 0     |
| Челси            | Итого            | Итого            | 11   | 0    | 1     | 0     | 4          | 0          | 6         | 0         | 0      | 0      | 22    | 0     |
| Суонси Сити      | Премьер-лига     | 2011/12          | 4    | 0    | 0     | 0     | 1          | 0          | 0         | 0         | 0      | 0      | 5     | 0     |
| Мидлсбро         | Чемпионшип       | 2012/13          | 38   | 0    | 0     | 0     | 0          | 0          | 0         | 0         | 0      | 0      | 38    | 0     |
| Уотфорд          | Чемпионшип       | 2013/14          | 7    | 0    | 0     | 0     | 1          | 0          | 0         | 0         | 0      | 0      | 8     | 0     |
| Уиган Атлетик    | Чемпионшип       | 2013/14          | 8    | 0    | 1     | 0     | 0          | 0          | 0         | 0         | 0      | 0      | 9     | 0     |
| Витесс           | Эредивизи        | 2014/15          | 15   | 0    | 2     | 0     | 0          | 0          | 0         | 0         | 4      | 0      | 21    | 0     |
| Брентфорд        | Чемпионшип       | 2015/16          | 14   | 0    | 1     | 0     | 0          | 0          | 0         | 0         | 0      | 0      | 15    | 0     |
| Брентфорд        | Чемпионшип       | 2016/17          | 27   | 0    | 2     | 0     | 0          | 0          | 0         | 0         | 0      | 0      | 29    | 0     |
| Брентфорд        | Чемпионшип       | 2017/18          | 25   | 0    | 1     | 0     | 2          | 0          | 0         | 0         | 0      | 0      | 28    | 0     |
| Брентфорд        | Чемпионшип       | 2018/19          | 24   | 1    | 4     | 0     | 1          | 0          | 0         | 0         | 0      | 0      | 29    | 1     |
| Брентфорд        | Итого            | Итого            | 90   | 1    | 8     | 0     | 3          | 0          | 0         | 0         | 0      | 0      | 101   | 1     |
| Всего за карьеру | Всего за карьеру | Всего за карьеру | 173  | 1    | 13    | 0     | 9          | 0          | 6         | 0         | 4      | 0      | 205   | 1     |

## Достижения
Командные
«Челси»
- Обладатель Молодёжного кубка Англии: 2010

Сборная Англии
- Чемпион Европы среди юношей до 17 лет: 2010

Личные
- Лучший молодой игрок «Челси»: 2011
- Лучший молодой игрок «Мидлсбро»: 2013